# Вишнёвое (Саратовская область)
Вишнёвое — село Петровского района Саратовской области. Входит в состав Новозахаркинского муниципального образования.

## История
Деревня Косолаповка (также Яруга), а позже - село Вишнёвое, была основана в конце семнадцатого века - в 1698-1699 гг., как сторожевая слобода, одно из поселений сторожевой линии, созданной для охраны юго-восточных окраин страны. Сторожевая линия состояла из поселка Еткары (ныне город Аткарск), города Петровска, поселений пахотных солдат: Казачье, Косолаповка (Яруга), Гремячка и Лох, и продолжалась дальше к востоку на села Старые Бурасы, Алексеевку и Стригай.
В большинстве исторических документов деревня фигурирует с названием Косолаповка, либо Косолаповка-Яруга. Вероятно, название Яруга связано с особенностями ландшафта - деревня расположена в большой котловине между несколькими высокими холмами (от древне-русского яруга - большой глубокий овраг)
Постепенно название села сокращается до Косолаповки, так оно и обозначено во всех документах, пока в 1963 году указом Президиума Верховного Совета РСФСР село не было переименовано в Вишнёвое.
Первоначально население деревни составляли служилые люди (лица, обязанные нести военную или административную службу в пользу государства) — пахотные солдаты. Население деревни составляли русские и мордва. Частично мордва переселялась на территорию Саратовского края из-за принуждения к крещению, так как здесь ещё не было миссионерской деятельности, и они чувствовали себя свободнее. Также большую часть населения составляли беглые холопы и крепостные крестьяне.
Поскольку своей церкви в деревне не было, после строительства в 1818 каменного храма в честь Казанской иконы Божией Матери в Мокром деревня была приписана к мокринскому церковному приходу,  где велись метрические книги.
В 1896 году была построена Косолаповская земско-общественная школа. После закрытия школы в 20х гг XX века дети из Косолаповки стали ходить учиться в Оркино.
В сентябре 1905 - декабре 1906 гг в Косолаповке в рамках оказания помощи в неурожайных губерниях были проведены работы по срытию горы для устройства дороги (после этого гора стала называться Рытой) и устройство пруда. До наших дней водоем не сохранился.
В дальнейшем село пережило раскулачивание, сталинские репрессии, голод. Позже был образован самостоятельный процветающий колхоз, высажены фруктовые сады, послужившие переименованию Косолаповки в Вишнёвое. Когда по инициативе Н.С. Хрущёва была проведена кампания по укрупнению колхозов с целью оптимизации, вся техника и прочее имущество было передано в Оркино колхозу "Заветы Ленина". Косолаповский колхоз прекратил свое существование.
В послевоенные годы село было электрифицировано и радиофицировано.
В селе был фельдшерско-акушерский пункт, магазин "Сельпо", кузница, библиотека, имелся клуб с киноаппаратом. В середине девяностых годов был проведен газ.

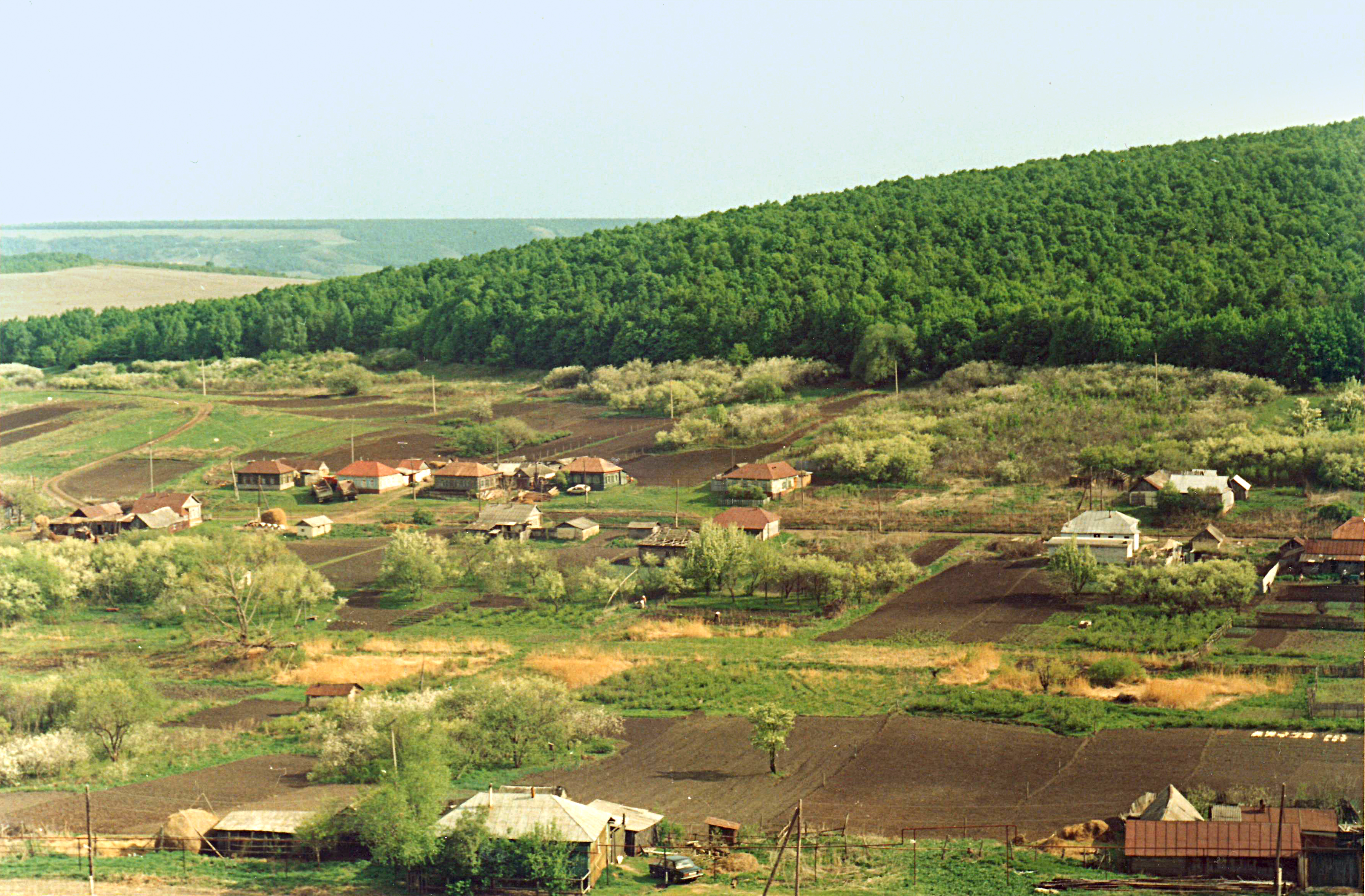

2 сентября 2010 года село пострадало в результате крупного степного пожара, огнём уничтожено 19 строений, в том числе 5 жилых домов.

## Население
Статистические данные
По данным переписи населения 1859 г. в Косолаповке проживало мужчин — 236, женщин — 239, всего насчитывалось 76 дворов.

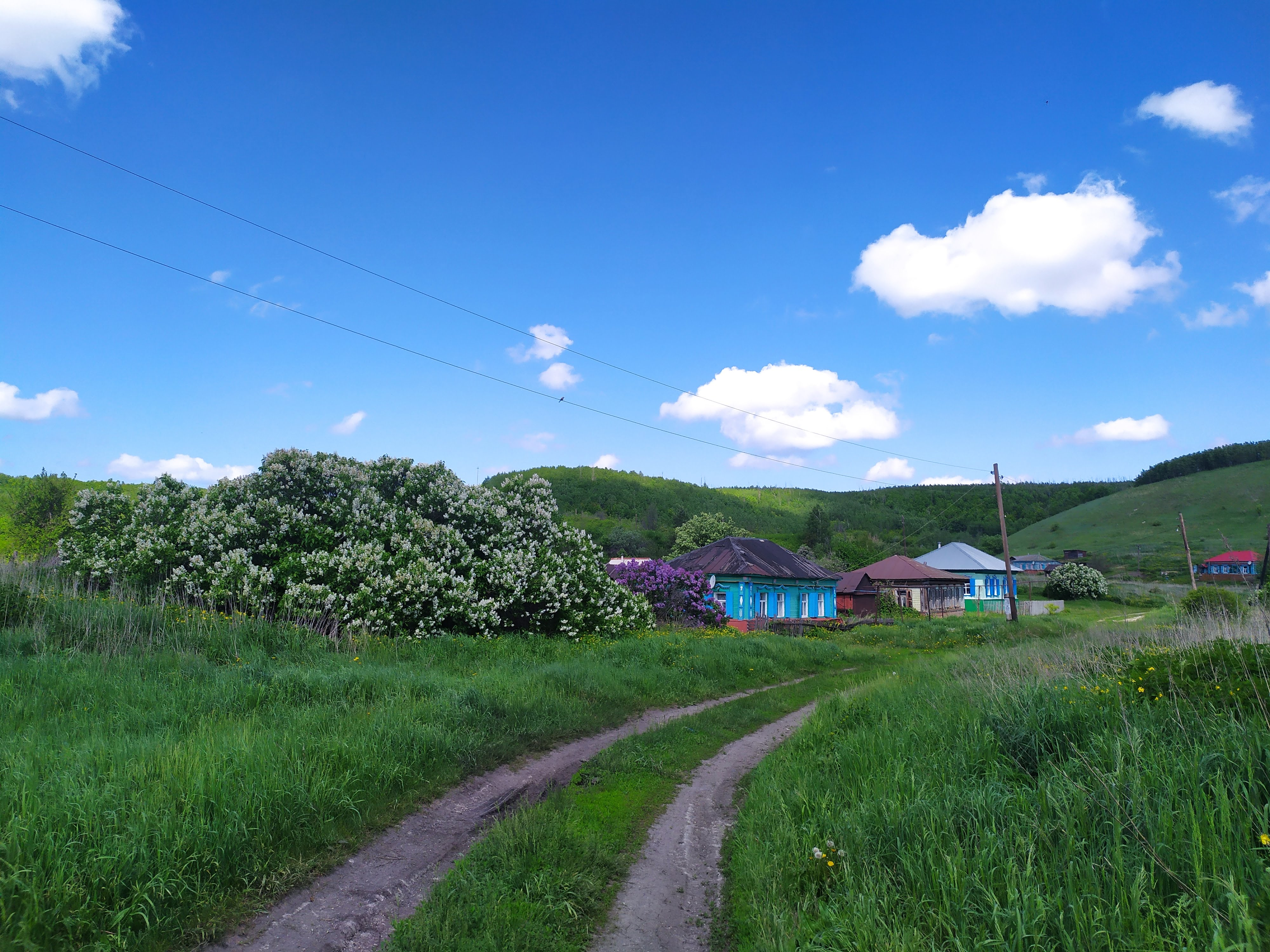
село Вишнёвое 05.2023

По данным всеобщей переписи населения 1897 г.:  мужчин — 399, женщин — 401, обоего пола — 800.
По данным переписи населения в 1911 году в селе проживало детей — 170, женщин — 564, мужчин — 536, всего населения 1100 человек.
Постепенно количество дворов и жителей уменьшалось, к концу XX века произошёл полный отток населения, деревня стала вымирающей.
По данным переписи населения за 2010 год в селе проживали всего 24 человека.

## Природа
У села Вишнёвое в верховьях небольшого крутого оврага, врезанного в водораздельную поверхность междуречья Медведицы и Чардыма и открывающегося в долину последнего непосредственно обнажаются верхнемеловые отложения. Здесь проводились раскопки и научные изыскания в 1969 и 2001-2003 годах.